# Ослюк
Ослю́к — гібрид жеребця та ослиці. 

## Ознаки
Не плутати з мулом, у якого стать батьків розподілена навпаки (гібрид кобили та осла). За винятком голови з короткими вухами зовні ослюк мало чим відрізняється від осла, хіба що голос його звучить трохи інакше. 

## Розведення
Ослюків розводять в країнах Середземномор'я і в Азії. Однак, оскільки вони поступаються мулам за працездатністю та витривалістю, зустрічаються набагато рідше, ніж мули.
Самці ослюка безплідні завжди, самиці — зазвичай.